# 全球基礎建設合夥公司
全球基礎建設合夥公司（英語：Global Infrastructure Partners）是一家基建投資基金公司，總部位於紐約。其私募股權投資業務遍佈能源、運輸、水源和廢物等領域。全球基建僱用了約150名投資和營運專員，並在紐約、倫敦和悉尼設有辦公室。

## 歷史
全球基礎建設合夥公司成立於2006年5月，其合資投資者包括瑞士信贷集團和通用电气，各持有公司56.4億美元的9%股權。同年10月宣佈進行首筆收購，與美國國際集團以50:50形成收購倫敦城市機場。全球基建在2016年把機場股權全數出售，獲得數倍利潤。
全球基建另外兩個主要收購包括2009年從英國機場管理局以15億鎊收購英國第二大機場蓋特威克機場，及2012年以8.07億鎊收購愛丁堡機場。
至2012年，全球基建首筆資金已經全部投資。2012年9月，全球基建完成第二筆集資，共籌得82.5億美元，超越第一筆資金及預先估算的。第三筆資金亦在2017年1月集資完成，共得158億美元。
2024年1月貝萊德和全球基礎建設合夥公司 (GIP) 聯合宣佈雙方已達成協定，以30億美元的現金和約1200萬股貝萊德普通股约125亿美元收購GIP。

## 外部連結
- 官方網站 （页面存档备份，存于）